# Corriol de l'illa del Sud
El corriol de l'illa del Sud (Anarhynchus obscurus) és una espècie d'ocell de la família dels caràdrids (Charadriidae). Habita platges i estuaris de Nova Zelanda.

## Taxonomia
Es reconeixen dues subespècies que alguns autors consideren espècies de ple dret:
- Anarhynchus obscurus obscurus - corriol de l'illa del Sud[3]
- Anarhynchus obscurus aquilonius - corriol de l'illa del Nord[4]